# Kodisch

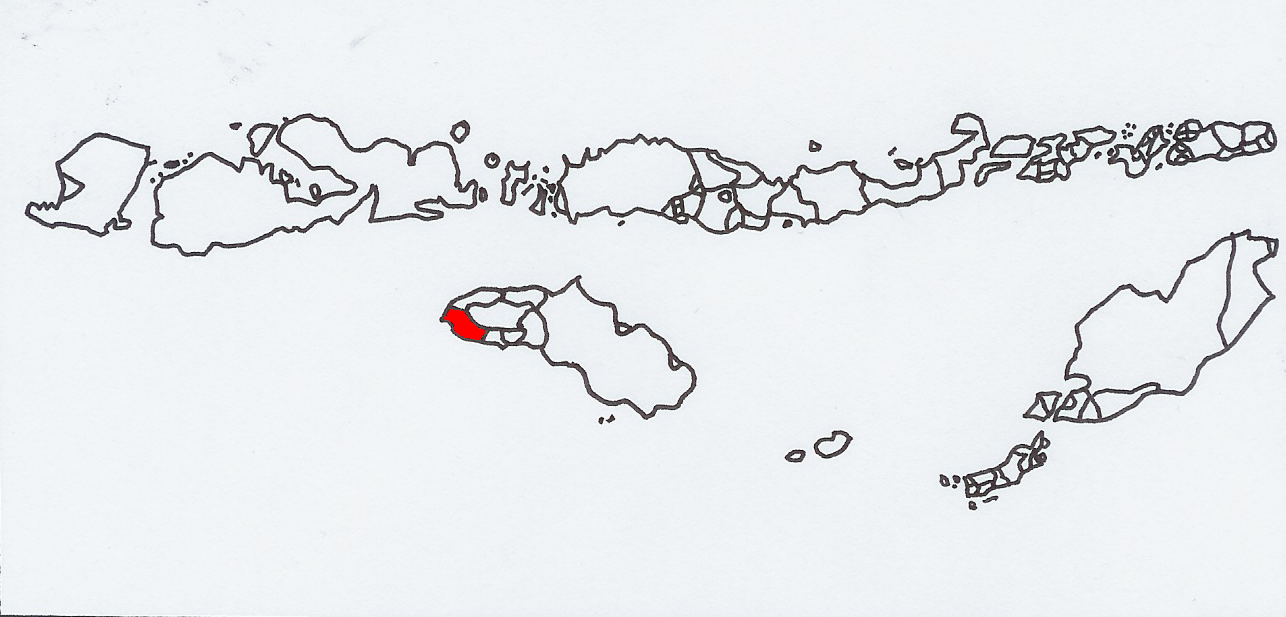
Het Kodisch tussen de andere talen van het Indonesische gedeelte van de Kleine Soenda-eilanden.

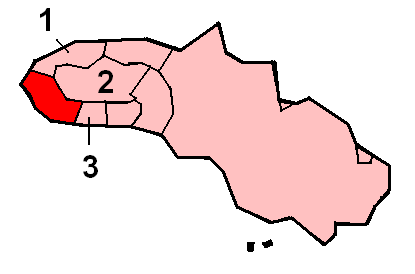
Het Kodisch tussen de andere talen op Soemba.

Het Kodisch, ook Kodi of Kudi, is een Austronesische taal die gesproken wordt door de 86.000 bewoners van het landschap Kodi. Kodi ligt op de brede kustvlakte in het zuidwesten van het regentschap West-Soemba in Oost-Nusa Tenggara (Indonesië).

## Classificatie
- Austronesische talen (1268)
  - Malayo-Polynesische talen (1248)
    - Centraal-Oostelijke talen (708)
      - Centraal-Malayo-Polynesische talen (168)
        - Bima-Soembatalen (27)
          - Kodisch

Kodi Bangedo · Kodi Bokol · Nggaro
Anakalangu · Bimanees · Dhao · Ende-Liotalen (4) · Kamberaas · Kepo' · Kodisch · Komodo · Lambojaas · Laura · Mamboru · Manggarai · Ngadha · Oost-Ngadha · Paluees · Rajong · Rembong · Riung · Rongga · Savunees · So'a · Wadjewaas · Wae Rana · Wanukaka